# Alyxia fosbergii
Alyxia fosbergii är en oleanderväxtart som beskrevs av Jacques Florence. Alyxia fosbergii ingår i släktet Alyxia och familjen oleanderväxter. Inga underarter finns listade i Catalogue of Life.